# باز گوندلاخ
باز گوندلاخ (نام علمی: Astur gundlachi) یک گونه از پرندگان شکاری از تیرهٔ بازان (Accipitridae) است. در گذشته در سردهٔ بازها (Accipiter) قرار می‌گرفت. این یکی از ۲۱ گونه پرنده بومی کوبا است. نام رایج و دوجمله لاتین به یاد پرنده‌شناس آلمانی-کوبایی خوان کریستوبال گوندلاخ (۱۸۱۰–۱۸۹۶) است. نابودی زیستگاه و تعارض انسان- حیات وحش تهدید می‌شود.
باز گوندلاخ تقریباً منحصراً از پرندگان تغذیه می‌کند. به دلیل پاهای بزرگ، این باز می‌تواند از طوطی آمازون کوبایی، طوطی کوبایی و ماکائو کوبایی (پیش از انقراض) تغذیه کند. از دیگر پرندگان موجود در رژیم غذایی آن می‌توان به کبوتر و قمریان، بلدرچین و مرغ اشاره کرد.

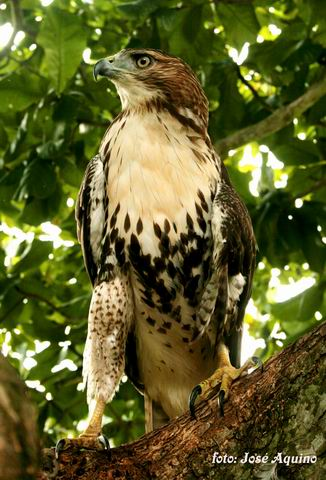
سوروآ، سیرا دل روزاریو